# Klaus Küng
Klaus Küng (ur. 17 września 1940 w Bregencji) – biskup rzymskokatolickiej diecezji St. Pölten w Dolnej Austrii w latach 2004-2018.

## Życiorys
Jest synem lekarza miejskiego, dr. Josefa Künga. Spędził młodość w Feldkirch, gdzie w 1958 zdał maturę, następnie w Innsbrucku i Wiedniu studiował i ukończył medycynę, odbywając praktyki lekarskie. W Wiedniu nawiązał kontakty z prałaturą personalną Opus Dei, której członkiem został 1962 i rozpoczął studia filozoficzne i teologiczne. Prowadził również dom akademicki Birkbrunn. Pod wpływem duchowości "świętości dnia codziennego", głoszonej przez św. Josemaría Escrivá de Balaguer, odbył studia teologiczne na Uniwersytecie Laterańskim w Rzymie w latach 1965-1969, zdobywając tytuł doktora. 23 sierpnia 1970 został wyświęcony w Madrycie na kapłana i następnie pracował w kościele św. Piotra w Wiedniu. W latach 1976–1989 był wikariuszem regionalnym Opus Dei w Austrii.
21 stycznia 1989 został powołany przez papieża Jana Pawła II na biskupa Feldkirch, gdzie 5 marca otrzymał święcenia biskupie.
20 lipca 2004 został wysłany przez Jana Pawła II jako wizytator apostolski do diecezji St. Pölten, celem wyjaśnienia i uzdrowienia sytuacji po głośnym skandalu obyczajowym w seminarium duchownym. W rezultacie pomyślnego przebiegu misji, 8 października został ustanowiony biskupem tej diecezji, którą uroczyście objął 28 listopada 2004.
Klaus Küng uważany jest w Austrii za gotowego do podejmowania dyskusji "biskupa rodzinnego" i jest inicjatorem krajowego Ruchu Kościoła Domowego (Bewegung Hauskirche), mającego przedstawicielstwa w Niemczech i Szwajcarii.
Napisał wiele artykułów w czasopismach teologicznych oraz wydaje "Geistlicher Rundschau", poruszający aktualne problemy życia Kościoła. W konferencji biskupów odpowiadał za sprawy małżeństwa, rodziny, bioetyki i ochrony życia. Był członkiem watykańskiej Kongregacji ds. Duchowieństwa i konsultorem Papieskiej Rady ds. Rodziny.
17 maja 2018 przeszedł na emeryturę.